# Natan Stratijewski
Natan Borisowicz Stratijewski (ros. Натан Борисович Стратиевский, ur. 22 grudnia 1920 w Odessie, zm. 25 sierpnia 2003 w Moskwie) – radziecki lotnik wojskowy, radzista, Bohater Związku Radzieckiego (1945).

## Życiorys
Urodził się w żydowskiej rodzinie robotniczej. Od 1922 wraz z rodzicami mieszkał w Moskwie, gdzie uczył się w szkołach średnich, później w Moskiewskim Elektromechanicznym Instytucie Inżynierów Transportu Kolejowego i Drogowego. Od 1939 służył w Armii Czerwonej, w 1940 ukończył szkołę młodszych specjalistów lotniczych, od 1942 należał do WKP(b). Od czerwca 1941 uczestniczył w wojnie z Niemcami, do sierpnia 1944 jako radzista lotniczy 96 gwardyjskiego pułku lotnictwa bombowego 301 Dywizji Lotnictwa Bombowego 3 Korpusu Lotnictwa Bombowego 16 Armii Powietrznej 1 Frontu Białoruskiego w stopniu młodszego porucznika wykonał 232 loty bojowe w celach zwiadowczych i bombardowania stacji kolejowych, lotnisk i skupisk siły żywej i techniki wroga. Łącznie podczas wojny wykonał 238 lotów bojowych, w tym 83 zwiadowcze. 
Brał udział w 67 walkach powietrznych, strącił osobiście 5 i w grupie 5 samolotów wroga, w walce był ranny i kontuzjowany. W 1949 ukończył Wojskowy Instytut Języków Obcych, później wykładał język angielski w wojskowej lotniczej szkole nawigatorów w Charkowie, w 1956 został zwolniony do rezerwy w stopniu kapitana. Był dyrektorem kursów języków obcych Moskiewskiego Miejskiego Komitetu Wykonawczego, później pracował w Wojskowym Wydawnictwie Literatury Technicznej i pracował społecznie w komisji Rosyjskiego Komitetu Weteranów Wojny. Został pochowany na Cmentarzu Trojekurowskim.

## Odznaczenia
- Złota Gwiazda Bohatera Związku Radzieckiego (23 lutego 1945)
- Order Lenina
- Order Czerwonego Sztandaru
- Order Wojny Ojczyźnianej I klasy
- Order Wojny Ojczyźnianej II klasy
- Order Czerwonej Gwiazdy (dwukrotnie)
- Medal „Za zasługi bojowe”
- Medal „Za obronę Stalingradu”
- Medal „Za wyzwolenie Warszawy”
- Medal „Weteran pracy”